# Eugeniusz Bartkiewicz
Eugeniusz Bartkiewicz (ur. 7 maja 1928 w Skoszynie, zm. 2003) – polski działacz partyjny i państwowy, przewodniczący Prezydium Miejskiej Rady Narodowej w Koszalinie (1972–1973).

## Życiorys
Syn Stanisława i Heleny. W 1955 wstąpił do Polskiej Zjednoczonej Partii Robotniczej. Od 1969 do 1972 instruktor i sekretarz Komitetu Miasta i Powiatu PZPR w Koszalinie. Od 22 grudnia 1972 do 11 czerwca 1973 pełnił funkcję przewodniczącego Prezydium Miejskiej Rady Narodowej w Koszalinie. Następnie związany z Komitetem Wojewódzkim PZPR w tym mieście, pełnił w nim funkcje kierownika Rejonowego Ośrodka Pracy Partyjnej (1983–1984), zastępcy kierownika Wydziału Organizacyjnego (od 1985), kierownika Wydziału Gospodarki Wewnątrzpartyjnej (1987), zastępcy kierownika Wydziału Ekonomicznego KW i wicedyrektora kancelarii sekretarza tegoż wydziału (1988–1989) oraz kierownika kancelarii sekretarza KW ds. organów przedstawicielskich, samorządów i stowarzyszeń.
Został pochowany na Cmentarzu Komunalnym w Koszalinie.